# جزائريون بريطانيون
الجزائريون البريطانيون هم المقيمين في المملكة المتحدة من أصول جزائرية. وهم يشملون المهاجرين المولودين في الجزائر وأحفادهم المولودين في بريطانيا.

## خلفية
وفقا لمركز المعلومات حول اللجوء واللاجئين (إيكار)، فإن السكان الجزائريين في المملكة المتحدة غير معروفين أو مفهومين من قبل المجتمع الأوسع. كان عدد الجزائريين صغيرا حتى أوائل التسعينات، حيث أنه عندما ازداد بعد ذلك، ويرجع ذلك جزئيا إلى الحرب الأهلية الجزائرية في الفترة من عام 1991 إلى عام 2002. غير أن عدد السكان لا يزال ضئيلا بالمقارنة مع مجموعات اللاجئين الأخرى الأكثر رسوخا. كما يجادل إيكار بأن "هناك القليل من الإحساس بوجود" مجتمع "موحد للجزائريين في المملكة المتحدة، وأن هناك بعض الشكوك المتبادلة بين الجزائريين البريطانيين.

## تركيبة سكانية

### تعداد السكان
وفقا لتعداد المملكة المتحدة لعام 2001، هناك 10,670 من مواليد جزائريين المقيمين في البلاد، التي تشكل سادس أكبر مجموعة مهاجرة عربية وكابيلة، والرابع والسبعين من أكبر مجموعة المهاجرين عموما. وتختلف التقديرات الأخيرة لعدد الجزائريين في المملكة المتحدة بما في ذلك أحفادهم المولودين في بريطانيا، وقد وضعت الغارديان هذا الرقم في 40,000 (ويعتقد المصدر نفسه أيضا أن العديد دخلوا البلاد بشكل غير قانوني على جوازات سفر إسبانية وفرنسية مزورة)، في حين تقدر إيكار بين 25,000 و 30,000 من الجزائريين العرقية في المملكة المتحدة. المملكة المتحدة هي موطن لرابع أكبر سكان الجزائر في الخارج، وراء المجتمع الضخم في فرنسا وقليلا قليلا من السكان الجزائريين في اسبانيا وكندا.

### توزيع سكاني
يمكن العثور على معظم الجزائريين في المملكة المتحدة في منطقة لندن العظمى - وعلى وجه الخصوص والثامستو، إدجوير، ليتون وفينسبري بارك (التي أصبحت تعرف باسم (Little Algiers) «الجزائر الصغير»). وإلى جانب العاصمة البريطانية، تقيم مجتمعات كبيرة من الجزائريين في غلاسكو وشيفيلد وبرمنغهام ومانشستر وليستر وبورنموث.
وتصنف الرابطة الوطنية للعرب البريطانيين المهاجرين المولودين في الجزائر كعربيين. واستنادا إلى بيانات التعداد، تشير إلى أنها خامس أكبر عدد من السكان العرب البريطانيين حسب بلد الميلاد.

### عمر والجنس
وجد تحقيق أجرته المنظمة الدولية للهجرة في عام 2007 أن المجتمع الجزائري في المملكة المتحدة عموما كان شابا إلى حد ما، ومن المتوقع أن يكون ما يقرب من نصف جميع الجزائريين في المملكة المتحدة دون سن الأربعين. وكما سبق شرحه، فإن المجتمع الجزائري في المملكة المتحدة هو مجموعة إثنية صغيرة ولكنه سريع الاندماج. وتشير نفس الدراسة التي أجرتها المنظمة الدولية للهجرة إلى أنه من بين جميع الجزائريين المقيمين في المملكة المتحدة، تم تسجيل 20٪ منهم في تعداد المملكة المتحدة في عام 1991، و 30٪ أخرى في تعداد المملكة المتحدة لعام 2001 - مع وجود نسبة 50٪ المتبقية خلال العقد الأول من القرن ال 21. من حيث الجنس، أظهر تعداد عام 2001 أن 71٪ من الجزائريين في المملكة المتحدة من الذكور، في حين تشير التقديرات الأخيرة إلى أن الاختلال بين الذكور والإناث يمكن أن يكون أكبر. ويعتقد أن هذا يرجع إلى حقيقة أن الرجال الذين ليس لديهم وثائق هم أكثر عرضة للوصول إلى المملكة المتحدة من النساء دون وثائق.

## طالبي اللجوء
وتعد الجزائر مصدرا هاما لطالبي اللجوء إلى المملكة المتحدة، ومعظمهم من المواطنين الملتزمين بالقانون والسلميين، إلا أن العديد من الأفراد الجزائريين المقيمين في المملكة المتحدة قد استرعوا انتباه الجمهور في السنوات الأخيرة إلى حد كبير بسبب وجهات نظرهم المتطرفة. والجزائر هي إلى حد بعيد أكبر مصدر لطلب اللجوء من شمال أفريقيا العربية إلى المملكة المتحدة وإلى جانب الصومال وجمهورية الكونغو الديمقراطية ونيجيريا وسيراليون باعتبارها البلدان الأفريقية التي تضم أكبر عدد من الأفراد المتقدمين للحصول على حقوق اللجوء وتلقيها في المملكة المتحدة. وفيما يلي جدول يوضح عدد الجزائريين الذين تقدموا بطلب لجوء في المملكة المتحدة مقارنة بعدد الذين حصلوا عليه بالفعل (1998-2007).
| 1998              | 1999  | 2000  | 2001  | 2002  | 2003  | 2004 | 2005 | 2006 | 2007 |     |
| ----------------- | ----- | ----- | ----- | ----- | ----- | ---- | ---- | ---- | ---- | --- |
| التطبيقات الواردة | 1,260 | 1,385 | 1,635 | 1,140 | 1,060 | 550  | 490  | 255  | 225  | 260 |
| الطلبات المقبولة  | 310   | 475   | 65    | 65    | 20    | 5    | 10   | 5    | 0    | 0   |
| الطلبات المرفوضة  | 950   | 910   | 1,570 | 1,075 | 1,040 | 545  | 480  | 250  | 225  | 260 |
| نسبة النجاح       | 25%   | 34%   | 4%    | 6%    | 2%    | 1%   | 2%   | 2%   | 0%   | 0%  |

## اكتساب الجنسية
وفيما يلي جدول يبين عدد الجزائريين الذين منحوا الجنسية البريطانية وحق الإقامة (1998-2007).
| 1998                        | 1999 | 2000 | 2001 | 2002 | 2003  | 2004  | 2005  | 2006  | 2007  |       |
| --------------------------- | ---- | ---- | ---- | ---- | ----- | ----- | ----- | ----- | ----- | ----- |
| الأشخاص الذين منحوا الجنسية | 332  | 376  | 629  | 705  | 1,345 | 1,145 | 1,255 | 1,485 | 1,015 | 1,170 |

## مشاهير
- كريم كربوس، لاعب آيس هوكي
- زايدة بن يوسف، مصورة فوتوغرافية

## روابط خارجية
- National Algerian Centre C.I.C
- National Algerian Centre London Charity
- ICAR Algerians in the UK
- Algerian Consulate in London
- BBC London's Algerian Connection
- AlgeriancommunityinLondon.com